# Стергос Марінос
Стергос Марінос (грец. Στέργος Μαρίνος, нар. 17 вересня 1987, Кос) — грецький футболіст, що грав на позиції захисника за «Атромітос», «Панатінаїкос», бельгійський «Шарлеруа», а також національну збірну Греції.

## Клубна кар'єра
Народився 17 вересня 1987 року в місті Кос. Займався футболом у структурі клубу «Аскліпіос Ко», а згодом грав за юнацьку команду «Халкідона».
У дорослому футболі дебютував 2005 року виступами за головну команду «Атромітоса», в якій провів чотири сезони, взявши участь у 38 матчах чемпіонату. 
Своєю грою за цю команду привернув увагу представників тренерського штабу «Панатінаїкоса», до складу якого приєднався 2009 року. Відіграв за афінську команду наступні чотири сезони своєї ігрової кар'єри. В сезоні 2009/10 став співавтором «золотого дубля», ставши у складі «Панатінаїкоса» чемпіоном і володарем Кубка країни.
Завершував ігрову кар'єру в бельгійському «Шарлеруа», за який виступав протягом 2013—2020 років.

## Виступи за збірні
Протягом 2007–2009 років залучався до складу молодіжної збірної Греції. На молодіжному рівні зіграв у трьох офіційних матчах.
2010 року провів свою єдину гру в складі національної збірної Греції.

## Титули і досягнення
- Чемпіон Греції (1):

«Панатінаїкос»: 2009-2010
- Володар Кубка Греції (1):

«Панатінаїкос»: 2009-2010